# James Darnell (baseball)
Pour les articles homonymes, voir James Darnell.
James Darnell (né le 19 janvier 1987 à Fresno, Californie, États-Unis) est un ancien joueur de la Ligue majeure de baseball qui évolue en 2011 et 2012 comme joueur de troisième but pour les Padres de San Diego.

## Carrière
Joueur des Gamecocks de l'université de Caroline du Sud à Columbia, James Darnell est un choix de deuxième ronde des Padres de San Diego en 2008.
En 2009, il est élu joueur de l'année parmi les joueurs des ligues mineures des Padres.
Il fait son entrée dans le baseball majeur le 9 août 2011 avec les Padres et frappe le 10 août son premier coup sûr au plus haut niveau, face au lanceur Bobby Parnell des Mets de New York. Il réussit son premier circuit le 10 septembre aux dépens de Wade Miley des Diamondbacks de l'Arizona. Darnell termine 2011 avec 7 points produits en 18 matchs joués pour les Padres.